# Elecciones municipales de Nicaragua de 2012
Las elecciones municipales de Nicaragua de 2012 se realizaron el domingo 4 de noviembre de 2012. Ganando la mayoría de las alcaldías (127 de las 153) el FSLN.

## Campaña
La campaña para las elecciones comenzó el  20 de septiembre y terminó el 31 de octubre de 2012.

## Partidos políticos participantes
En la mayoría de los municipios de Nicaragua (153), participaron los siguientes partidos políticos:
- Frente Sandinista de Liberación Nacional (FSLN)
- Partido Liberal Independiente (PLI)
- Partido Liberal Constitucionalista (PLC)
- Alianza Liberal Nicaragüense (ALN)

## Resultados
El FSLN ganó 127 de las 153 alcaldía siendo este el partido que logró el 75.7% de las alcaldías. En segundo lugar quedó el partido opositor PLI con 23 alcaldías obtenidas.